# Mewa białogłowa
Mewa białogłowa (Larus cachinnans) – gatunek dużego ptaka wodnego z rodziny mewowatych (Laridae).

## Zasięg występowania
Zamieszkuje Eurazję – od Europy Środkowej przez wybrzeża Morza Czarnego i Kaspijskiego do północno-zachodnich Chin i wschodniego Kazachstanu. Zimowiska obejmują głównie zachodnią, południową i południowo-wschodnią Europę, wybrzeża południowo-zachodniej Azji, w tym Półwyspu Arabskiego, i północno-wschodniej Afryki. W Europie gniazduje w Rosji, Białorusi, Litwie, Ukrainie, Rumunii, Bułgarii, Polsce, Czechach, Słowacji, Austrii, Niemczech, Niderlandach, Francji i na Węgrzech.
Gatunek zwiększa swą liczebność i zasięg w Europie. Jego ekspansja przebiega w linii wschód–zachód. Obecnie najdalej na zachód wysunięte stanowisko obserwowano w Paryżu. W Polsce coraz liczniejszy i spotykany w całym kraju, szczególnie latem po okresie lęgowym i zimą. Lęgi głównie w południowej części kraju, wzdłuż Wisły, a także w pasie pojezierzy w Wielkopolsce. Najdalej na północ wysunięte stanowiska znajdują się na Mazurach.

## Systematyka
Międzynarodowy Komitet Ornitologiczny (IOC) uznaje obecnie (2025) L. cachinnans za gatunek monotypowy.
Systematyka tego i kilku pokrewnych gatunków to jeden z najbardziej skomplikowanych przypadków w ornitologii. Do niedawna wydzielany podgatunek L. cachinnans michahellis, zamieszkujący zachodnią i południową Europę oraz Maghreb i basen Morza Śródziemnego, od 2003 r. uważany jest za osobny gatunek – mewę romańską (L. michahellis). Natomiast mewa atlantycka, dawniej L. cachinnans atlantis (zamieszkująca Azory, Maderę i Wyspy Kanaryjskie), to według najnowszej systematyki podgatunek mewy romańskiej (L. michahellis) – L. michahellis atlantis. Kolejne zaliczane do niedawna do L. cachinnans podgatunki to:
- L. cachinnans barabensis (mewa stepowa) – stepy Azji Środkowej[8]. Obecnie uznawany za podgatunek mewy żółtonogiej (L. fuscus)[4][7].
- L. cachinnans mongolicus (mewa mongolska) – południowo-wschodni Ałtaj oraz brzegi Bajkału i Mongolia[8]. Obecnie uznawany za podgatunek mewy popielatej (L. smithsonianus)[4] lub za osobny gatunek[7].

W obrębie L. cachinnans wyróżniano niekiedy kolejne dwa podgatunki: L. c. ponticus (znad Morza Kaspijskiego) i L. c. omissus; czasem podgatunki L. c. atlantis, L. c. barabensis i L. c. mongolicus łączono w jeden. W przeszłości (do 1982 r.) L. cachinnans był uznawany za podgatunek mewy srebrzystej (L. argentatus).

## Morfologia
WyglądBrak wyraźnego dymorfizmu płciowego. Upierzenie zasadniczo białe, grzbiet i pokrywy skrzydłowe popielate, na końcówkach skrzydeł kolor czarny z białymi plamami. Dziób żółty z jasnoczerwoną plamą na żuchwie, nogi żółte, tęczówka bladożółta. Osobniki młodociane brązowo-białawe.
Wymiary średniedługość ciała 58–68 cm
rozpiętość skrzydeł 137–145 cm
masa ciała 680–1500 g

## Ekologia i zachowanie
BiotopZamieszkuje zarówno różnorodne wybrzeża morskie, jak i śródlądowe jeziora, sztuczne zbiorniki wodne, żwirownie i wyspy na rzekach. Gniazdowanie na dachach budynków nie jest rozpowszechnione u tego gatunku, ale występuje coraz częściej
GniazdoNa ziemi, w pobliżu wody, zarówno w roślinności (nawet wśród drzew), jak i na piaszczystych łachach. W przeciwieństwie do podobnych gatunków – mewy srebrzystej i romańskiej, unika gniazdowania na skalnych klifach. Tworzy kolonie liczące do 30 tysięcy ptaków.
JajaW ciągu roku wyprowadza jeden lęg, składając pod koniec marca 2–4 (najczęściej 3) oliwkowozielone jaja.
WysiadywanieJaja wysiadywane są przez okres 27–29 dni przez obydwoje rodziców.
PisklętaPisklęta zdobywają zdolność do lotu w wieku około 40 dni.
PożywienieWszystkożerna. W diecie przeważają różnorodne ryby, owady, mięczaki, a także odpady, drobne zwierzęta lądowe czy jaja i pisklęta innych ptaków. Prawdopodobnie poluje także na ptaki wróblowe.

## Status i ochrona
Międzynarodowa Unia Ochrony Przyrody (IUCN) od 2010 roku uznaje mewę białogłową za gatunek najmniejszej troski (LC – Least Concern); wcześniej była ona klasyfikowana przez IUCN jako podgatunek. Całkowita liczebność populacji nie jest znana z powodu niedawnych zmian taksonomicznych; organizacja BirdLife International w 2015 roku szacowała liczebność populacji europejskiej na 54 100 – 87 500 par lęgowych. Trend liczebności populacji uznawany jest za wzrostowy.
Gatunek w Polsce objęty jest ochroną częściową. Na Czerwonej liście ptaków Polski mewa białogłowa sklasyfikowana została jako gatunek najmniejszej troski (LC). W latach 2013–2018 liczebność populacji lęgowej na terenie kraju szacowano na 2000–3000 par. W 2021 roku populacja ta wyniosła 5554 pary na 44 stanowiskach.

## Galeria zdjęć

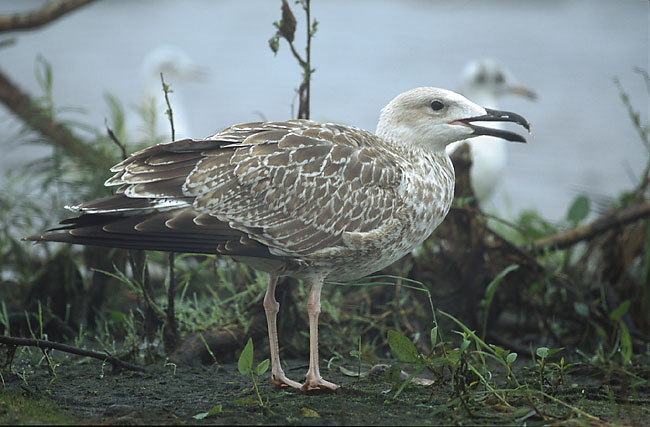
Mewa białogłowa, młoda
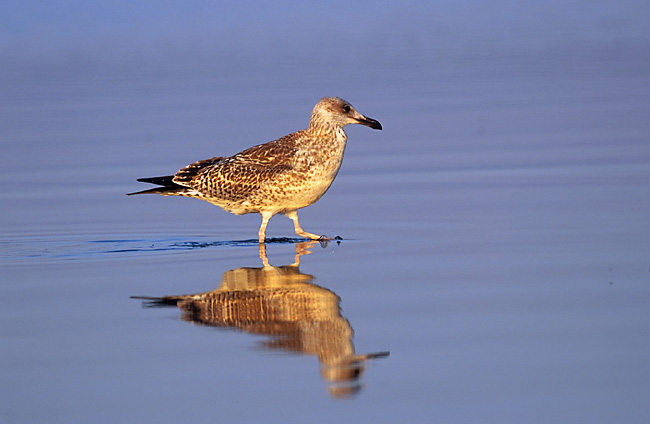
Mewa białogłowa, młoda
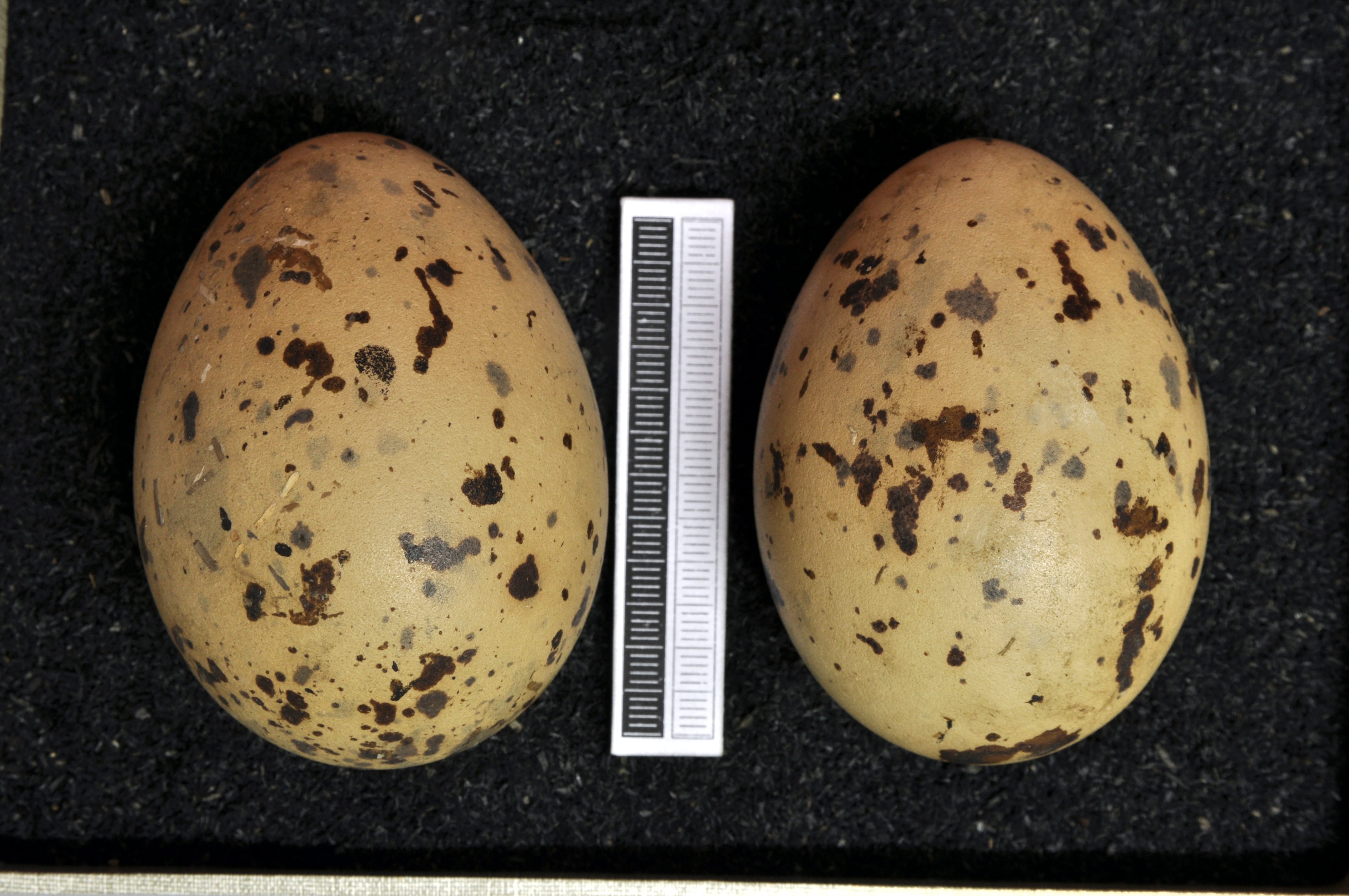
Jaja z kolekcji muzealnej
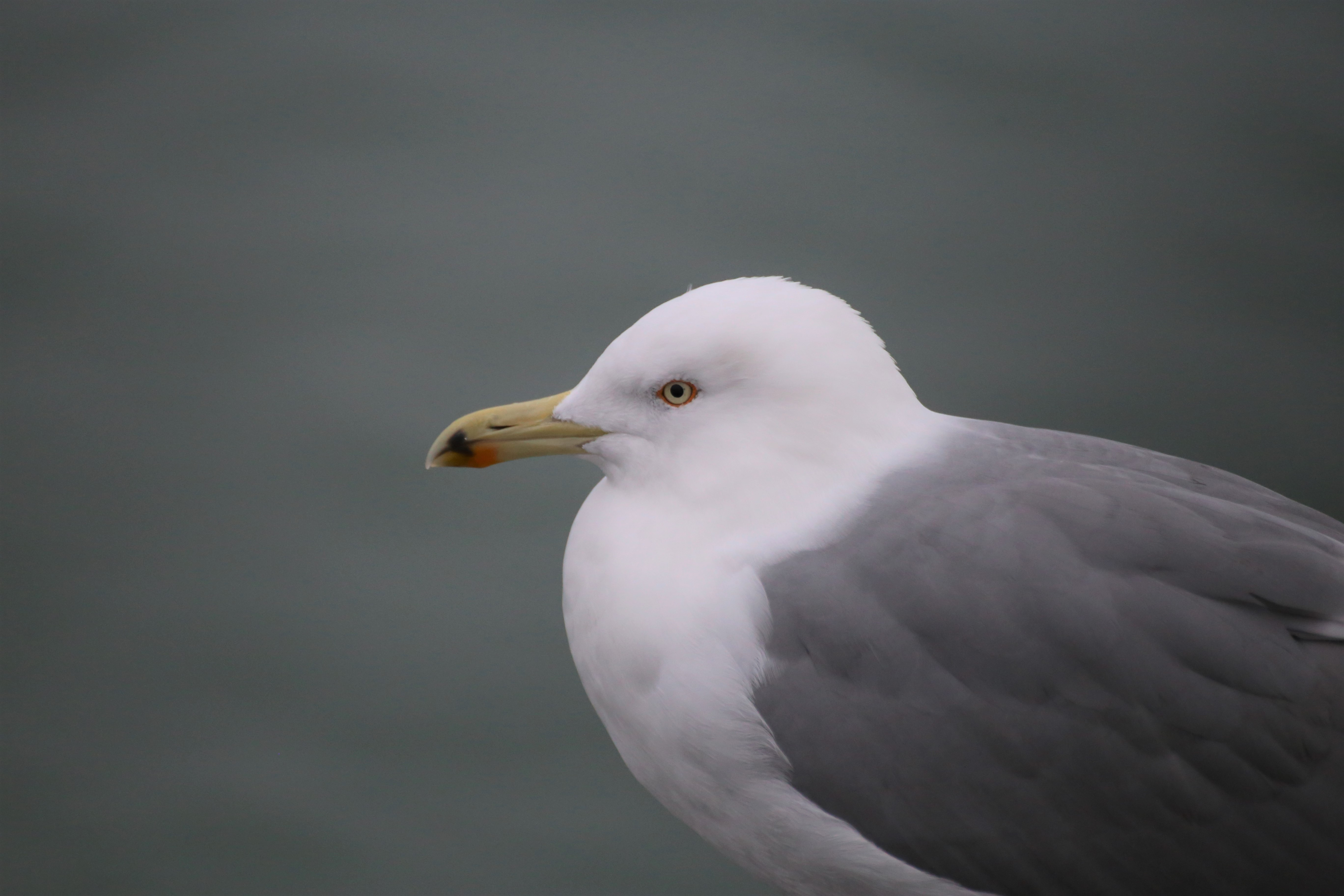
Dorosła mewa białogłowa w szacie zimowej